# Pentobarbital
Pentobarbital je krátkodobě působící barbiturát, dostupný jak v podobě volné kyseliny, tak sodné soli. Jedním z obchodních názvů léčiva je Nembutal (ze strukturního vzorce sodné soli — Na (sodík) + ethyl + methyl + butyl + al; „al“ je běžná přípona používaná u barbiturátů), vytvořený Dr. Johnem S. Lundym, který ho začal používat v roce 1930.
Pentobarbital ve formě volné kyseliny má sumární vzorec C11H18N2O3. Má podobu bílého krystalického prášku až bezbarvých krystalů, je obtížně rozpustný ve vodě, snadno v ethanolu a etheru. Sodná sůl (pentobarbitalum natricum) má vzorec C11H17N2NaO3 a jde o bílý hygroskopický prášek snadno rozpustný ve vodě.

## Použití

### Schválená použití
Pentobarbital je schválen FDA (v USA) pro použití v humánní medicíně k léčbě epileptických záchvatů a k předoperační (a jiné) sedaci. Lze používat i jako krátkodobé hypnotikum. Dále se používá při popravách, např. ve státě Ohio. Producenti tohoto léku ale z humánních důvodů čím dál častěji odmítají látku pro tento účel poskytnout. V USA  - Oregon, a dalších státech je rovněž užíván k asistované sebevraždě.
Ve Francii a Nizozemsku se již nepoužívá pro léčbu nespavosti ani pro přípravu před anestezií.
V Česku není v současné době registrován žádný humánní léčivý přípravek obsahující pentobarbital jako svou účinnou látku. Je však registrován pro užití ve veterinární medicíně (pro eutanazii zvířat) pod obchodními názvy Penbital Eutha, Euthanimal, Exagon, Pentoxin a Repose.

### Neschválená/experimentální použití
Mezi experimentální použití pentobarbitalu patří snižování nitrolebního tlaku při Reyově syndromu a při traumatickém poškození mozku, a vyvolání kómatu při mozkové ischemii.